# Lac Dumont
Pour les articles homonymes, voir Dumont.
Le Lac Dumont est un plan d'eau douce qui chevauche les cantons de Normandie (dans le territoire non organisé du Lac-Nilgaut) et Huddersfield (dans la municipalité de Otter Lake), dans la région administrative de l'Outaouais, au Québec, au Canada.
À partir du milieu du XIXe siècle, la foresterie a été l'activité économique prédominante dans ce secteur. Les activités récréotouristiques ont été mises en valeur au XXe siècle. La surface du lac est généralement gelée de la mi-décembre à la fin mars.

## Géographie
Le lac Dumont (longueur : 14,3 km ; altitude : 257 m) constitue le lac de tête de la rivière Dumont (rivière Picanoc). Son embouchure se situe dans le canton de Huddersfield, dans la partie Nord de la municipalité de Otter Lake.
Le lac Dumont comporte quelques grandes baies : baie Michaud, baie Tugman, baie à la Truite (au Nord-Ouest), baie du ruisseau Crotch (au Nord-Est) et baie Syd. Ce lac s’alimente surtout par la décharge du lac Clair (qui se déverse dans la baie à la Truite), le ruisseau Crotch (provenant du Nord-Est), la décharge des lacs Tubman, la décharge des lacs Lester et Triangle, la décharge du lac Syd et la décharge du lac Sheila. La baie à la Truite comporte neuf îles dont l’île de l’Orignal, l’île du Tilleul et l’île Simon. Tandis que l’île Hemlock est située face à la baie Tugmen.
La montagne Patten (altitude : 360 m) borde la rive Sud de la baie Tugman.
L’embouchure du lac Dumont est située à 28,1 km au Nord-Est du centre-ville de Fort-Coulonge, à 3,6 km au Nord de la confluence de la rivière Dumont et à 35,9 km à l’Ouest de la confluence de la rivière Picanoc.

## Toponymie
Le terme « Dumont » constitue un patronyme de famille d’origine française.
Le toponyme "Lac Dumont" a été officialisé le 5 décembre 1968 à la Banque des noms de lieux de la Commission de toponymie du Québec.